# Université Club de l'Ariana
 (février 2025).
Motif : Absence de sources secondaires centrées
- Archive Wikiwix
- Bing
- Cairn
- DuckDuckGo
- E. Universalis
- Gallica
- Google
- G. Books
- G. News
- G. Scholar
- Persée
- Qwant
- (zh) Baidu
- (ru) Yandex
- (wd) trouver des œuvres sur Wikidata

| 1. | Préciser le motif de la pose du bandeau. | Précisez le motif de la pose du bandeau en utilisant la syntaxe suivante : {{admissibilité à vérifier\|date=mars 2025\|motif=remplacez ce texte par le motif}}                                   |
| 2. | Informer les utilisateurs concernés.     | Pensez à avertir le créateur de l'article, par exemple, en insérant le code ci-dessous sur sa page de discussion : {{subst:avertissement admissibilité à vérifier\|Université Club de l'Ariana}} |

L'Université Club de l'Ariana est un club de volley-ball tunisien fondé en 1995 et basé à l'Ariana.

## Historique
- 1995 : création du club sous le nom de Tunis Université Club[1]
- 1997 : vainqueur de la coupe de Tunisie féminine
- 1998 : vainqueur du championnat de Tunisie féminin

## Palmarès
- Championnat de Tunisie féminin (1) :
  - Vainqueur : 1998
  - Finaliste : 1999
- Coupe de Tunisie féminine (1) :
  - Vainqueur : 1997
  - Finaliste : 2006, 2010

## Direction
- Président : Othmen Sbei
- Vice-président : Jawhar Keskes
- Secrétaire général : Bouthayna
- Trésorier : Wassim Guissi
- Président de section : Altaf Wanna Handous
- Directeur technique : Mohamed Ali Hentati

## Effectif
| No | Nom              | Date de naissance | Taille (cm) | Nationalité | Poste                     |
| 1  | Rania Jaghoubi   | 1995              | 173         | Tunisie     | Passeuse/Capitaine        |
| 2  | Feriel Sassi     | 1990              | 170         | Tunisie     | Réceptionneuse-attaquante |
| 3  | Cirine Amar      | 2000              | 170         | Tunisie     | Réceptionneuse-attaquante |
| 4  | Tasnim Souiden   | 2002              | 175         | Tunisie     | Réceptionneuse-attaquante |
| 5  | Chaima Oueslati  | 1992              | 176         | Tunisie     | Réceptionneuse-attaquante |
| 6  | Safa Ben Naceur  | 1992              | 169         | Tunisie     | Libero                    |
| 7  | Nedra Abassi     | 2000              | 169         | Tunisie     | Libero                    |
| 8  | Cirine Charabi   | 1993              | 173         | Tunisie     | Passeuse                  |
| 9  | Siwar Habassi    | 1989              | 178         | Tunisie     | Réceptionneuse-attaquante |
| 10 | Wissal Ghazouani | 1992              | 184         | Tunisie     | Centrale                  |
| 11 | Esma M’naouar    | 1997              | 178         | Tunisie     | Polyvalente               |
| 12 | Salma Belkhir    | 1988              | 179         | Tunisie     | Opposée                   |

- Entraîneur : Mohamed Ali Hentati
- Entraîneur-adjoint : Abdessatar Joudi